# اونور تان
اونور تان (به ترکی: Onur Tan)، در ۲۴ ژانویه ۱۹۷۲ متولد شد. او در سال ۱۹۹۴ از دانشگاه آنادولو، دانشکده علوم ارتباطات، گروه سینما-تلویزیون فارغ التحصیل شد. او کار خود را به عنوان کارگردان در پروژه‌ای به نام "وقت خوب" آغاز کرد. او پس از پروژه‌های تلویزیونی مانند "آلانیا آلمان"، "اتاق ناشنوایان" و "بازی بیش از حد"، در پروژه‌های سینمایی مانند "برو به جایی که کادری می‌برد" نیز شرکت کرد. او کارگردانی فصل‌های ششم ، هفتم و هشتم آشیانه‌گرگ‌ها کمین را بر عهده داشت. او کارگردان سریال راهزنان در دنیا حکومت نمی‌کنند نیز است.

## فیلم شناسی - کارگردانی
| سال     | نام فیلم                        | یادداشت ها         |
| ------- | ------------------------------- | ------------------ |
| نامعلوم | Önce Vatan                      |                    |
| ۲۰۰۵    | Alanya Almanya                  |                    |
| ۲۰۰۷    | Oyun Bitti                      |                    |
| ۲۰۰۷    | Sağır Oda                       |                    |
| ۲۰۰۸    | Ezo Gelin                       | کارگردان و نویسنده |
| ۲۰۰۸    | Düğün Şarkıcısı                 |                    |
| ۲۰۰۹    | Cam Kırıkları                   |                    |
| ۲۰۰۹    | Kadri'nin Götürdüğü Yere Git    | TV Filmi           |
| ۲۰۱۰    | Güneydoğudan Öyküler Önce Vatan |                    |
| ۲۰۱۱    | Karakol                         |                    |
| ۲۰۱۱    | آشیانه‌گرگ ها کمین (فصل ششم)     |                    |
| ۲۰۱۲    | آشیانه‌گرگ ها کمین (فصل هفتم)    |                    |
| ۲۰۱۳    | آشیانه‌گرگ ها کمین (فصل هشتم)    |                    |
| ۲۰۱۴    | Reaksiyon                       |                    |
| ۲۰۱۵-   | راهزنان در دنیا حکومت نمی‌کنند   | شش فصل             |
| ۲۰۱۸    | Bal Kaymak                      | فیلم سینمایی       |
| ۲۰۱۹    | Aman Reis Duymasın              | فیلم سینمایی       |